# 河野通直 (伊予守)
河野 通直（かわの みちなお）は、伊予国の戦国大名河野氏最後の当主。後述するが、村上通康、もしくは河野通吉の子ともいわれるが定かではない。

## 生涯

### 出生
永禄7年（1564年）、誕生した。
これまで通直の実父は河野通吉といわれてきたが、実母にあたる天遊永寿（宍戸隆家の娘）についての検証から、村上通康の子として生まれ、その後実母が先代当主である河野通宣（伊予守、左京大夫）に再嫁することで河野氏の正当な後継者としての地位を手に入れたとする説がある。
この説に拠れば、通直は毛利元就の曾孫にあたることになる。この血縁関係もあり、四国攻め以前から通直政権は毛利氏、小早川氏の強い影響力により支えられていたとされ、史料も確認されつつある。

### 諸勢力との戦い
先代の通宣に嗣子が無かったため、その養嗣子となって、永禄11年（1568年）に後を継いだ。
しかし、通直は幼少だったため、成人するまでは実父の通吉が政治を取り仕切った。この頃の河野氏はすでに衰退しきっており、大友氏や一条氏、さらには長宗我部氏に内通した大野直之の乱に苦しんでいたが、毛利氏から支援を得て、何とか自立を保っていた。そのため、天正9年（1581年）に毛利輝元の姪・ 矢野局（吉見広頼の娘）と婚姻した。
豊臣秀吉による四国攻めが始まると、河野氏は小田原評定の如く内部で進退意見がまとまらず、湯築城内に篭城するが、小早川隆景の勧めもあって約1ヶ月後、小早川勢に降伏した。この際、通直は城内にいた子供45人の助命嘆願のため自ら先頭に立って、隆景に謁見したという。この逸話は、『予陽河野家譜』に記述されている。
通直は命こそ助けられたが、所領は没収され、安芸の国、竹原の地にて病没した。ここに伊予の大名として君臨した河野氏は滅亡した。主の後を追って殉死したものが40人を超えたという。

### 死去

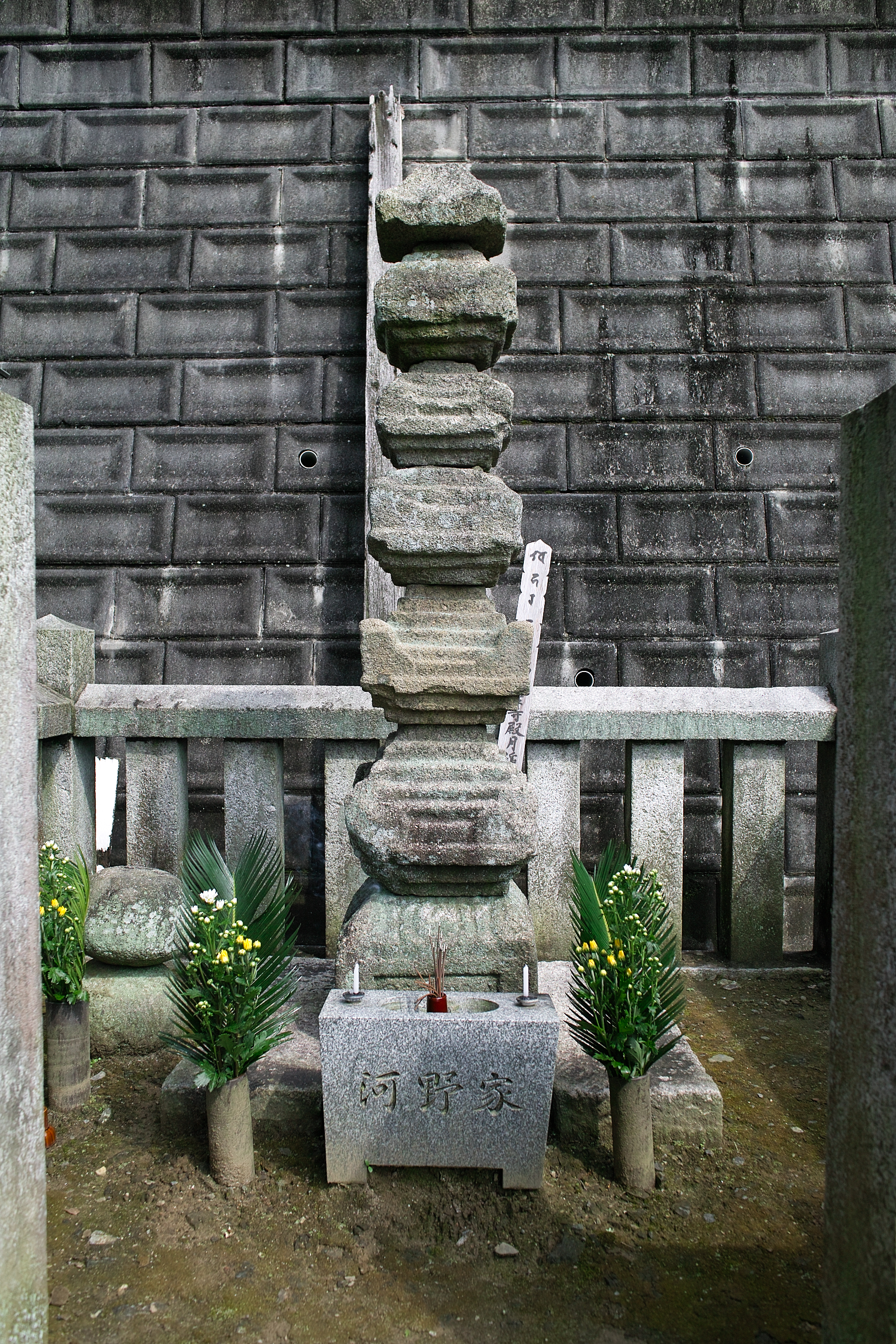
河野通直供養塔

天正15年（1587年）7月14日、通直は隆景の本拠地である竹原にて病死したとされるが、下記のような異説もある。
通説では、これまで通直が病弱と記録されていることもあって、普通に病死したものと考えられてきた。だが、『予陽河野家譜』では7月9日に伊予に立ち退いた後、有馬温泉と高野山に向かった後に竹原に入ったとあるものの、死去したのは伊予出国の6日後の15日（14日の誤記か）となっている。当時の交通手段では、6日間で有馬温泉と高野山を経由して竹原に戻ることは不可能であり、病身であれば猶更である。しかも、小早川隆景は既に九州への移封の命を受けて新領国に向かっていたため竹原には居らず、所領を没収された大名の蟄居先として竹原は不適切である。
西尾和美はこの時期（7月上旬）に豊臣秀吉が九州出兵の帰途に毛利・小早川領を通過していること、江戸時代の文献（『萩藩譜録』河野茂兵衛通恒家条、松山藩『予陽郡郷俚諺集』、『越智稲葉氏系図』）に生害説を採っている文献が存在していることを指摘し、通直は豊臣秀吉と毛利輝元によって後見人である小早川隆景と引き離された上で自害をさせられたとする説を提示している。また、同じ時期に宇和郡の西園寺公広も新領主の戸田勝隆に殺害されている事実を指摘し、伊予の旧体制を一掃するための豊臣政権の方針として、旧領主の処断が行われたとしている。
通直の没後、養子に迎えた宍戸元秀の子・河野通軌が跡を継いだ。

## 人物
通直は若年の武将ではあったが、人徳厚く、多くの美談を持つ。反乱を繰り返した大野直之は、通直に降伏後その人柄に心従したという。

## 墓所
隆景が通直を弔った墓は竹原に現存している。